# Akshardham
Akshardham (gujarati: સ્વામિનારાયણ અક્ષરધામ, devanagari: स्वामिनारायण अक्षरधाम) es un complejo de templos hinduistas en Delhi, India. También conocido como Delhi Akshardham o Swaminarayan Akshardham, el complejo muestra milenios de cultura tradicional, espiritualidad, y arquitectura hindú e India. El edificio central fue inspirado y desarrollado por Pramukh Swami Maharaj, el jefe espiritual de la Bochasanwasi Shri Akshar Purushottam Swaminarayan Sanstha, cuyos 3.000 voluntarios ayudaron a 7.000 artesanos en la construcción de Akshardham.
El templo, que atrae aproximadamente al 70% de los turistas que visitan Nueva Delhi, fue inaugurado oficialmente el 6 de noviembre de 2005. Se encuentra cerca de las orillas del río Yamuna, junto a la villa de los Juegos de la Commonwealth 2010 en el este de Nueva Delhi. El templo, en el centro del complejo, fue construido de acuerdo con el Vastu Shastra y Shastra Pañcharatra. Además del gran templo central elaborado enteramente de piedra, el complejo cuenta con las muestras sobre los incidentes de la vida de Swaminarayan y la historia de la India. Una película IMAX sobre la primeros años de Swaminarayan como el adolescente yogui, Nilkanth, una fuente musical sobre el mensaje de los Upanishads, y grandes jardines. El templo debe su nombre a una creencia del Hinduismo Swaminarayan.

## Características

### Monumento

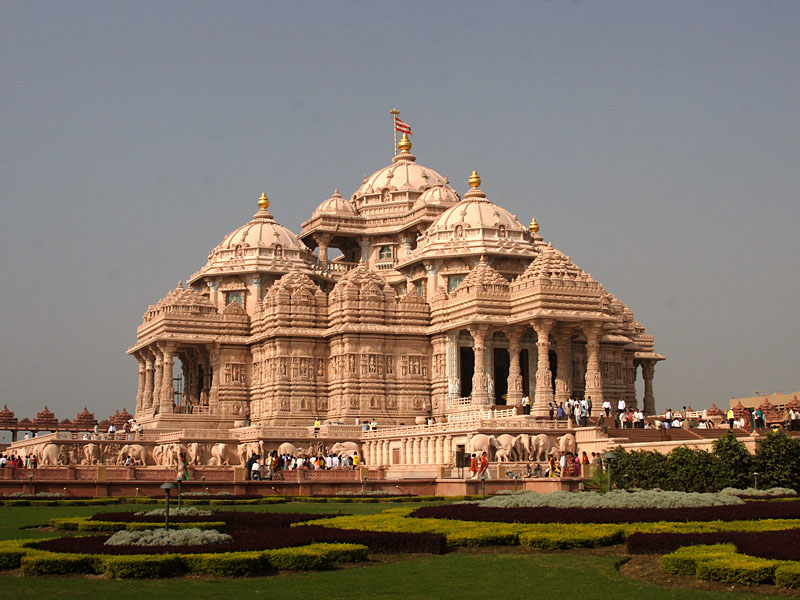
El monumento central en Akshardham

El monumento principal, ubicado en el centro del complejo, tiene unas dimensiones de 43 m de alto, 96 m de ancho y 110 m de largo, y está tallado de arriba abajo con detalles de flora, fauna, bailarines, músicos y deidades.
Diseñado de acuerdo con el texto védico antiguo que se conoce como el Sthapatya Shastra, que cuenta con una mezcla de estilos arquitectónicos de toda la India. Está construido enteramente de piedra arenisca de color rosa rajasthaní y mármol de Carrara italiano, y no tiene soporte de acero o de hormigón. El monumento también consiste en 234 columnas finamente talladas, nueve cúpulas, y 20.000 murtis y estatuas de los sadhus del hinduismo, los devotos y acharyas. El monumento también cuenta con la médula Gajendra en su base, un pedestal para rendir homenaje a los elefantes por su importancia en la cultura hindú y la historia de la India. Contiene 148 elefantes a tamaño escala en total y pesa un total de 3000 toneladas.
Dentro del monumento, bajo la cúpula central, se encuentra un murti o estatua de Swaminarayan que es de 3,4 m de alto. La murti está rodeada por estatuas similares de los gurús de la secta. Cada murti está hecha de paanch daatu o cinco metales, de acuerdo a la tradición hindú. También en el monumento central se encuentran las murtis de otras deidades hindúes, como Sita Ram, Radha Krishna, Parvati Shiv, Lakshmi y Narayan.

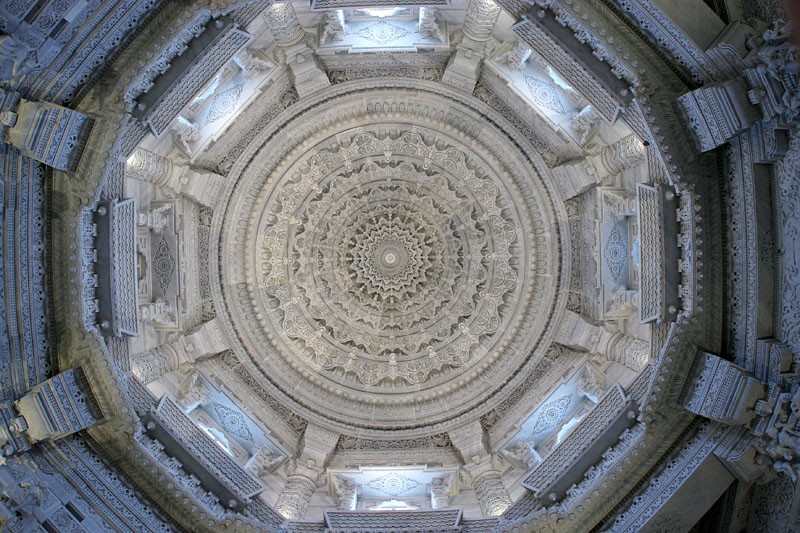
El domo del monumento central

### Exposiciones

#### Salón de Valores
También conocido como Sahajanand Pradarshan, las características de robótica y diorama que parecen estar vivas del Salón de Valores muestran incidentes de la vida de Swaminarayan retratando su mensaje sobre la importancia de la paz, la armonía, la humildad, el servicio a los demás y la devoción a Dios. El Pradarshan Sahajanand se fija en la India del siglo XVIII y muestra 15 dioramas a través de la robótica, fibras ópticas, efectos de luz y sonido, diálogos y música. El salón cuenta con el robot animatronic más pequeño del mundo en forma de Ghanshyam Maharaj, la forma infantil de Swaminarayan.

#### Teatro
Nombrado Neelkanth Kalyan Yatra, el primer y único teatro en Dehli con pantallas de gran formato, midiendo 26 m por 20 m. El teatro muestra una película encargada especialmente para el complejo, Neelkanth Yatra, para contar una peregrinación de siete años por toda la India realizada por Swaminarayan durante su adolescencia. Mystic India, una versión internacional de la película titulada se publicó en 2005 en los cines IMAX y cines de pantalla gigante en todo el mundo. Un murti de Neelkanth Varni hecho de bronce, midiendo aproximadamente 8 metros de alto, se encuentra afuera del teatro.

#### Fuente musical
Conocido como el Kund Yagnapurush, es el baoli o pozo de pasos más grande de India. Cuenta con una serie muy grande de pasos hasta una tradicional kunda yagna. Durante el día, estos pasos proporcionan descanso para los visitantes del complejo y en la noche, un espectáculo de la fuente musical que representa el círculo de la vida se reproduce para una audiencia que está sentado sobre los mismos pasos. La fuente lleva el nombre del fundador de la organización hindú, Shastriji Maharaj. La fuente mide 91 m por 91 m con 2.870 escalones y 108 pequeños santuarios. En su centro se sitúa un loto de ocho pétalos en forma de kunda yagna diseñado de acuerdo a la Samhita Jayaakhya de la shastra Pañcharatra.

#### Viaje en bote
Nombrado Sanskruti Vihar, este paseo lleva a los visitantes en un viaje a través de 10.000 años de historia de la India en aproximadamente 12 minutos. Los visitantes se sientan en barcos especialmente diseñados en forma de pavo real que hacen su camino alrededor de un río artificial, pasando por un modelo de Takshashila, la primera universidad del mundo, los laboratorios de química, los hospitales antiguos, y los bazares, terminando finalmente con un mensaje expresando la esperanza para el futuro de la India.

#### Jardín de la India
También conocido como el Upavan Bharat, este jardín cuenta con exuberantes céspedes, árboles y arbustos bien cuidados. El jardín está lleno de esculturas de bronce de los contribuyentes a la cultura de la India y de la historia. Estas esculturas incluyen niños, mujeres, figuras nacionales, luchadores por la libertad y guerreros de la India. De estas figuras, una de las figuras más notables es la de Mahatma Gandhi.

### Características adicionales

#### Yogi Hraday Kamal
Un jardín sumergido, en forma de una flor de loto cuando se ve desde arriba. Cuenta con grandes piedras grabadas con citas de luminarias mundiales que van desde Shakespeare y Martin Luther King a Swami Vivekananda y Swaminarayan.

#### Neelkanth Abishek
Los devotos ofrecen el abhishek, un ritual de echar agua al murti de Neelkanth Varni, y expresar su respeto y oraciones para la elevación espiritual y el cumplimiento de los deseos.

#### Sarovar Narayan
El Sarovar Narayan es un lago que rodea el monumento principal. El lago contiene las aguas sagradas de 151 ríos y lagos que se cree que han sido santificados por Swaminarayan, incluyendo Mansarovar. Rodeando el Sarovar Narayan están 108 gaumukhs, simbolizando el Janmangal Namavali o los 108 nombres de Dios, a partir de la cual el agua bendita brota.

#### Premvati Ahargruh
El Ahargruh Premvati o el Tribunal de la Comida Premvati es un restaurante vegetariano inspirado en las cuevas de Ajanta y Ellora en Maharashtra (India), y en un bazar ayurvédico. El restaurante atiende una gran variedad de platos tradicionales.

#### Centro AIAAS
El Centro de Akshardham de Investigación Aplicada en la Armonía Social o Centro AIAAS es un centro dentro del complejo que se aplica la investigación de la armonía social y temas relacionados. Los eruditos y los estudiantes pueden realizar investigaciones prácticas a través de AIAAS. Los investigadores tienen la capacidad de llevar a cabo sus proyectos de investigación y afiliar sus trabajos con AIAAS. Los estudios sobre la educación, la atención médica, bienestar tribal y rural, la ecología y la cultura se llevan a cabo en el centro.

## Galería de imágenes

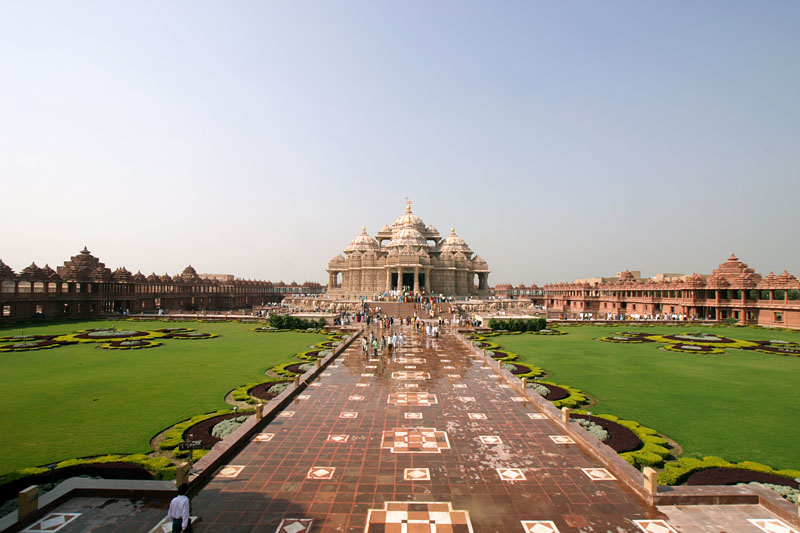
Vista lejana del templo central
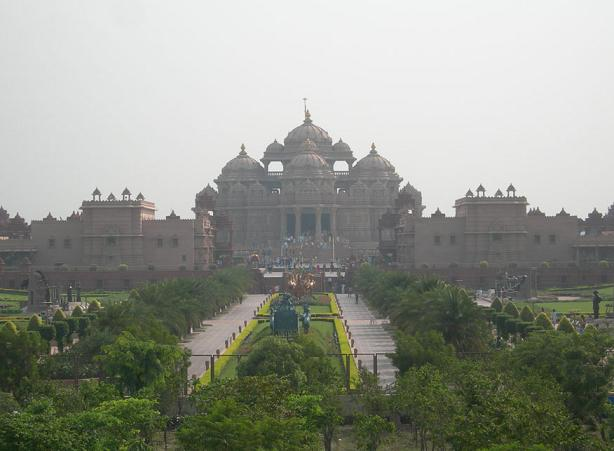
Templo central de Akshardham
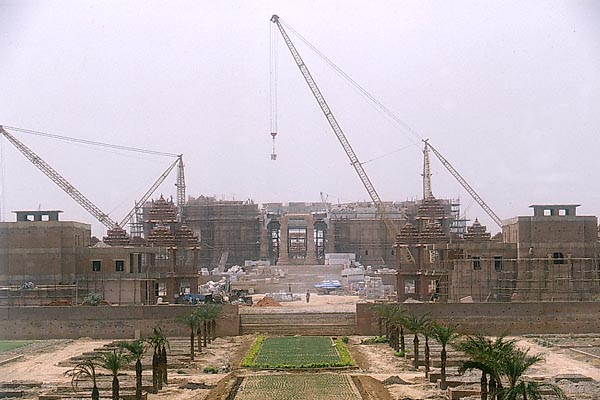
Construcción del complejo de Akshardham
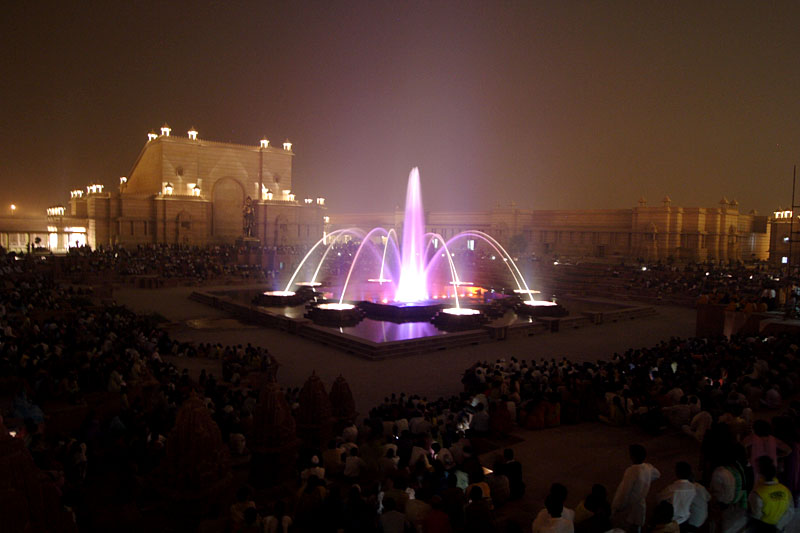
La fuente musical con la estatua de Neelkanth Varni al fondo
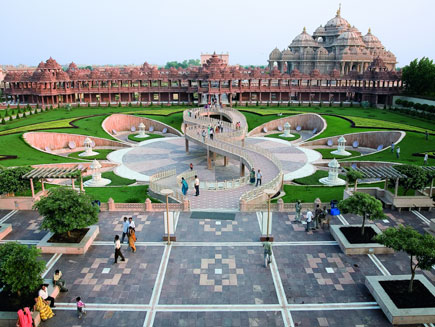
El Yogi Hraday Kamal, un jardin en forma de lotus